# Sommer-Paralympics 2008/Teilnehmer (Mazedonien)
| stlisierte Goldmedaille | stlisierte Silbermedaille | stlisierte Bronzemedaille |
| ----------------------- | ------------------------- | ------------------------- |
| —                       | —                         | —                         |

Mazedonien nahm mit zwei Sportlern an den Sommer-Paralympics 2008 im chinesischen Peking teil. Fahnenträger bei der Eröffnungsfeier war Vanco Karanfilov. Erfolgreichste Athletin war die Sportschützin Olivera Nakovska-Bikova mit einem 5. Platz im Einzel in der Disziplin 10 Meter Luftpistole der Klasse SH1.

## Teilnehmer nach Sportarten

### Schießen
Frauen
- Olivera Nakovska-Bikova

Männer
- Vanco Karanfilov